# Bernard Fournet
Pour les articles homonymes, voir Fournet.
Bernard Fournet, né le 13 décembre 1941 à Montfort-l'Amaury, est un athlète français spécialiste du 110 mètres haies.

## Carrière
Fils d'agriculteurs de Montfort-l'Amaury (Yvelines), il est décelé et entraîné depuis 1957 par son professeur d'éducation physique, un certain Jean Bruck, au club de l'Etoile Sportive de Saint-Pierre, alors qu'il est élève au Pensionnat Saint-Pierre de Dreux ; il progressera régulièrement en remportant plusieurs titres de champion de France UGSEL en cadet et junior. 
En 1964, il remporte successivement les titres de champion de France Universitaire à Paris (Charléty), FSF à Versailles, FFA à Colombes et militaire à Mâcon et il participe aux Jeux olympiques d'été de Tokyo 1964, sur l'épreuve du 110 mètres haies.
Il est diplômé de l'école des Travaux publics.

## Palmarès
- 16 sélections en équipe de France A
- 2 sélections en équipe de France Espoir

| Année | Compétition           | Lieu         | Place       | Temps  | Épreuve     |
| ----- | --------------------- | ------------ | ----------- | ------ | ----------- |
| 1963  | Jeux méditerranéens   | Naples       | 4e          | 14 s 3 | 110 m haies |
| 1963  | Universiades          | Porto Alegre | 4e          | 14 s 2 | 110 m haies |
| 1964  | Championnat de France | Colombes     | 1er         | 14 s 2 | 110 m haies |
| 1964  | Jeux Olympiques       | Tokyo        | 5e en série | 14 s 8 | 110 m haies |
| 1965  | Universiades          | Budapest     | 5e          | 14 s 3 | 110 m haies |

## Records personnels
| Epreuve                | Année     | Lieu           | Temps              |
| ---------------------- | --------- | -------------- | ------------------ |
| 60 mètres haies indoor | 1964      | Stuttgart      | 7 s 8 REi MPM      |
| 110 mètres haies       | 1963 1964 | Colombes Mâcon | 14 s 1 14 s 0 (VF) |
| 200 mètres haies       | 1962      | St Maur        | 24 s 9             |